# Erinome
Erinome (JXXV, S/2000 J4) är en av Jupiters månar. Den upptäcktes 2000 av ett team av astronomer vid University of Hawaii under ledning av Scott S. Sheppard. Erinome är cirka 3,2 kilometer i diameter och roterar kring Jupiter på ett avstånd av cirka 23 279 000 km.
Den tillhör Carme gruppen som är en grupp av oregelbundna månar som roterar kring Jupiter i retrograd banor på ett avstånd mellan 23 000 000 kilometer och 24 000 000 kilometer med en lutning på cirka 165°.
I den grekiska mytologin var Erinome en kvinna från Cypern som älskades av Zeus.